# Alexandre Pichot
Alexandre Pichot (Caen, 6 de gener de 1983) és un ciclista francès, professional des del 2006. Actualment corre a l'equip Direct Énergie. En el seu palmarès tan sols destaquen algunes victòries d'etapa en curses menors durant l'etapa com a amateur.

## Palmarès
- 2003
  - Vencedor d'una etapa al Tour de Guadalupe
  - Vencedor d'una etapa al Circuit de les Ardenes

### Resultats al Tour de França
- 2009. 117è de la classificació general
- 2014. 107è de la classificació general

### Resultats al Giro d'Itàlia
- 2007. 125è de la classificació general

### Resultats a la Volta a Espanya
- 2008. No surt (10a etapa)
- 2010. 121è de la classificació general